# Rochefort (queso)
Rochefort es el nombre del queso elaborado por los monjes trapenses de la Abadía de Rochefort, situada en Rochefort, en la provincia de Namur (Región Valona, Bélgica).

## Queso
Como muchas otras abadías, no sólo es conocida por su cerveza. Su queso se produce fuera de los muros de la abadía, en unas instalaciones separadas. Cuenta con la última tecnología y se sitúa en un parque empresarial cercano.
A pesar de que la receta del queso es de los monjes, que fue recuperada en 1999, la producción de queso actualmente se realiza por la empresa Beurrerie Mathot-SOFRA, una de las empresas productoras de mantequilla y queso más grandes de Bélgica. Los quesos son blandos, semicurados y están disponibles en muchas variedades.
Todos los quesos son de pasta blanda lavada en cerveza. Asimismo se sumergen en una solución salina que contiene una bacteria presente en el ácido láctico ('morge), un proceso que ayuda a configurar su sabor y color amarillento tirando a rojo. El queso se cura de uno a tres meses, y el maestro quesero le dará la vuelta cada dos días. Durante la maduración, a temperatura y humedad constante en las bodegas, el interior del queso se vuelve cremoso y se va formando la corteza exterior. Finalmente se lava en una salmuera.

## Variedades
Actualmente se comercializan cinco variedades:
- Rochefort con nueces
- Rochefort Tradition
- Rochefort con algas de Ouessant
- Rochefort semicurado
- Rochefort con albahaca